# Republika Środkowoafrykańska na Letnich Igrzyskach Olimpijskich 2012
Republikę Środkowoafrykańską na Letnich Igrzyskach Olimpijskich 2012, które odbywały się w Londynie, reprezentowało 6 zawodników.
Był to 9 start reprezentacji Republiki Środkowoafrykańskiej na letnich igrzyskach olimpijskich.

## Reprezentanci

### Lekkoatletyka
Kobiety
| Zawodniczka       | Konkurencja   | Preeliminacje | Preeliminacje | Eliminacje | Eliminacje | Półfinał | Półfinał | Finał | Finał   |
| Zawodniczka       | Konkurencja   | Wynik         | Miejsce       | Wynik      | Miejsce    | Wynik    | Miejsce  | Wynik | Miejsce |
| ----------------- | ------------- | ------------- | ------------- | ---------- | ---------- | -------- | -------- | ----- | ------- |
| Elisabeth Mandaba | bieg na 800 m | 2:12.56       | 33.           | NQ         | NQ         | NQ       | NQ       | NQ    | NQ      |

Mężczyźni
| Zawodnik              | Konkurencja   | Preeliminacje | Preeliminacje | Eliminacje | Eliminacje | Półfinał | Półfinał | Finał | Finał   |
| Zawodnik              | Konkurencja   | Wynik         | Miejsce       | Wynik      | Miejsce    | Wynik    | Miejsce  | Wynik | Miejsce |
| --------------------- | ------------- | ------------- | ------------- | ---------- | ---------- | -------- | -------- | ----- | ------- |
| Berenger Aymard Bosse | bieg na 100 m | 10.55         | 2.            | 10.55      | 46.        | NQ       | NQ       | NQ    | NQ      |

### Pływanie
Mężczyźni
| Zawodnik         | Konkurencja          | Eliminacje | Eliminacje | Półfinał | Półfinał | Finał | Finał   |
| Zawodnik         | Konkurencja          | Wynik      | Miejsce    | Wynik    | Miejsce  | Wynik | Miejsce |
| ---------------- | -------------------- | ---------- | ---------- | -------- | -------- | ----- | ------- |
| Christian Nassif | 50 m stylem dowolnym | 28.04      | 55.        | NQ       | NQ       | NQ    | NQ      |

### Taekwondo
Mężczyźni
| Zawodnik   | Konkurencja | 1/8                              | Ćwierćfinał      | Półfinał         | Repasaż 1                | Repasaż 2        | Finał            | Finał   |
| Zawodnik   | Konkurencja | Przeciwnik Wynik                 | Przeciwnik Wynik | Przeciwnik Wynik | Przeciwnik Wynik         | Przeciwnik Wynik | Przeciwnik Wynik | Pozycja |
| ---------- | ----------- | -------------------------------- | ---------------- | ---------------- | ------------------------ | ---------------- | ---------------- | ------- |
| David Boui | -68 kg      | Mohammad Bagheri Motamed P 2 - 7 | NQ               | NQ               | Rohullah Nikpai P 2 - 14 | NQ               | NQ               | NQ      |

Kobiety
| Zawodniczka | Konkurencja | 1/8                       | Ćwierćfinał      | Półfinał         | Repasaż 1        | Repasaż 2        | Finał            | Finał   |
| Zawodniczka | Konkurencja | Przeciwnik Wynik          | Przeciwnik Wynik | Przeciwnik Wynik | Przeciwnik Wynik | Przeciwnik Wynik | Przeciwnik Wynik | Pozycja |
| ----------- | ----------- | ------------------------- | ---------------- | ---------------- | ---------------- | ---------------- | ---------------- | ------- |
| Seulki Kang | -49 kg      | Lucija Zaninović P 0 - 14 | NQ               | NQ               | NQ               | NQ               | NQ               | NQ      |

### Zapasy
Kobiety
| Zawodniczka         | Konkurencja | Kwalifikacje     | 1/8                             | Ćwierćfinał      | Półfinał         | Repasaż 1        | Repasaż 2        | Finał            | Finał   |
| Zawodniczka         | Konkurencja | Przeciwnik Wynik | Przeciwnik Wynik                | Przeciwnik Wynik | Przeciwnik Wynik | Przeciwnik Wynik | Przeciwnik Wynik | Przeciwnik Wynik | Pozycja |
| ------------------- | ----------- | ---------------- | ------------------------------- | ---------------- | ---------------- | ---------------- | ---------------- | ---------------- | ------- |
| Sylvie Datty-Ngonga | -63 kg      | BYE              | Soronzonboldyn Batceceg P 0 - 3 | NQ               | NQ               | NQ               | NQ               | NQ               | NQ      |